# 横浜市立横浜商業高等学校
横浜市立横浜商業高等学校（よこはましりつよこはましょうぎょうこうとうがっこう）は、神奈川県横浜市南区にある公立高等学校。通称「Y校」（ワイこう）。

## 概要
校章および学生帽、野球部のユニフォームにあるYのマークからY校（ワイこう）という愛称で親しまれている。
現存する神奈川県内の公立高校としては、最も古い歴史を持つ。1916年に作られた校歌は、作詞を森鷗外（名義は本名の森 林太郎）が手がけている。
同窓会は進交会（しんこうかい）。同会は、Y校と横浜市立大学（市大）、および市大の前身である横浜市立横浜商業専門学校（Y専）の3校の卒業生を会員とする。ただし別科は独立した同窓会組織となっている。
なお、定時制は横浜市立港高等学校、横浜市立横浜工業高等学校と発展的に統合される形で横浜市立横浜総合高等学校（横浜工業高校の敷地内に新設）へ移行、2005年（平成17年）3月をもって閉鎖。

## 沿革
出典 : 
- 1882年（明治15年）- 港の有力生糸商人・小野光景らにより横浜商法学校設立。
- 1888年（明治21年）- 横浜商業学校と改称。
- 1905年（明治38年）- 現在地に校舎が落成し、移転。
- 1917年（大正6年）- 横浜市立商業学校と改称。
- 1924年（大正13年）- 本科の上に2年制の専修科を置く。神中（神高）戦[4] が開始される。
- 1928年（昭和3年）- 専修科を母体に横浜市立横浜商業専門学校（通称Y専）を設置。
- 1948年（昭和23年）- 学制改革により横浜市立横浜商業高等学校となる。
- 1949年（昭和24年）- 横浜市立港高等学校を統合し、男女共学となる。商業科、普通科、家政科、別科として理容科が設置される。港高校の夜学部を横浜商業高校港分校とした[5]。
- 1950年（昭和25年）- 港分校は横浜市立港高等学校（定時制）として分離独立した（港高校の復活）。
- 1954年（昭和29年）
  - 4月1日- 普通科の募集を停止し、港高校全日制普通科が開校・継承する。
  - 5月1日- 南区（当時）民の要望を受け、港高校全日制普通科が横浜市立南高等学校に改称される。
- 1963年（昭和38年）- 港高校に併設する形で、新たに全日制商業科としての港分校を設置。
- 1964年（昭和39年）- 港分校が分離独立し、横浜市立港商業高等学校として開校。
- 1982年（昭和57年）- 創立100周年記念式典挙行。
- 2003年（平成15年）- 国際学科を設置。
- 2005年（平成17年）- 定時制閉課。
- 2008年（平成20年）- Y校祭来場者数10,207人を記録。
- 2010年（平成22年）- 商業科YBCクラスを設置。
- 2014年（平成26年）- スポーツマネジメント科を設置。

## 部活動

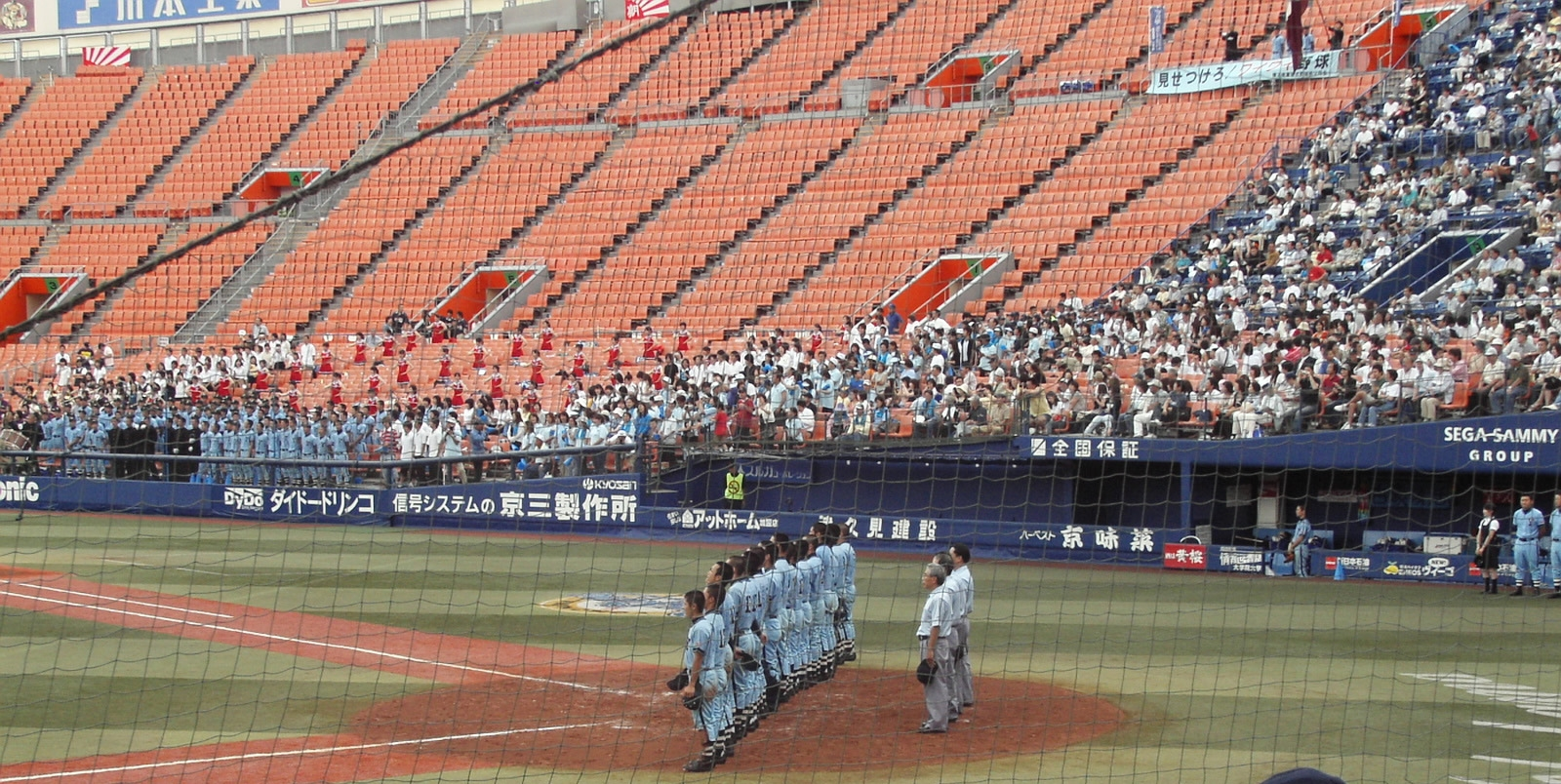
全国高等学校野球選手権神奈川県大会・校歌斉唱の様子（2007年7月21日）

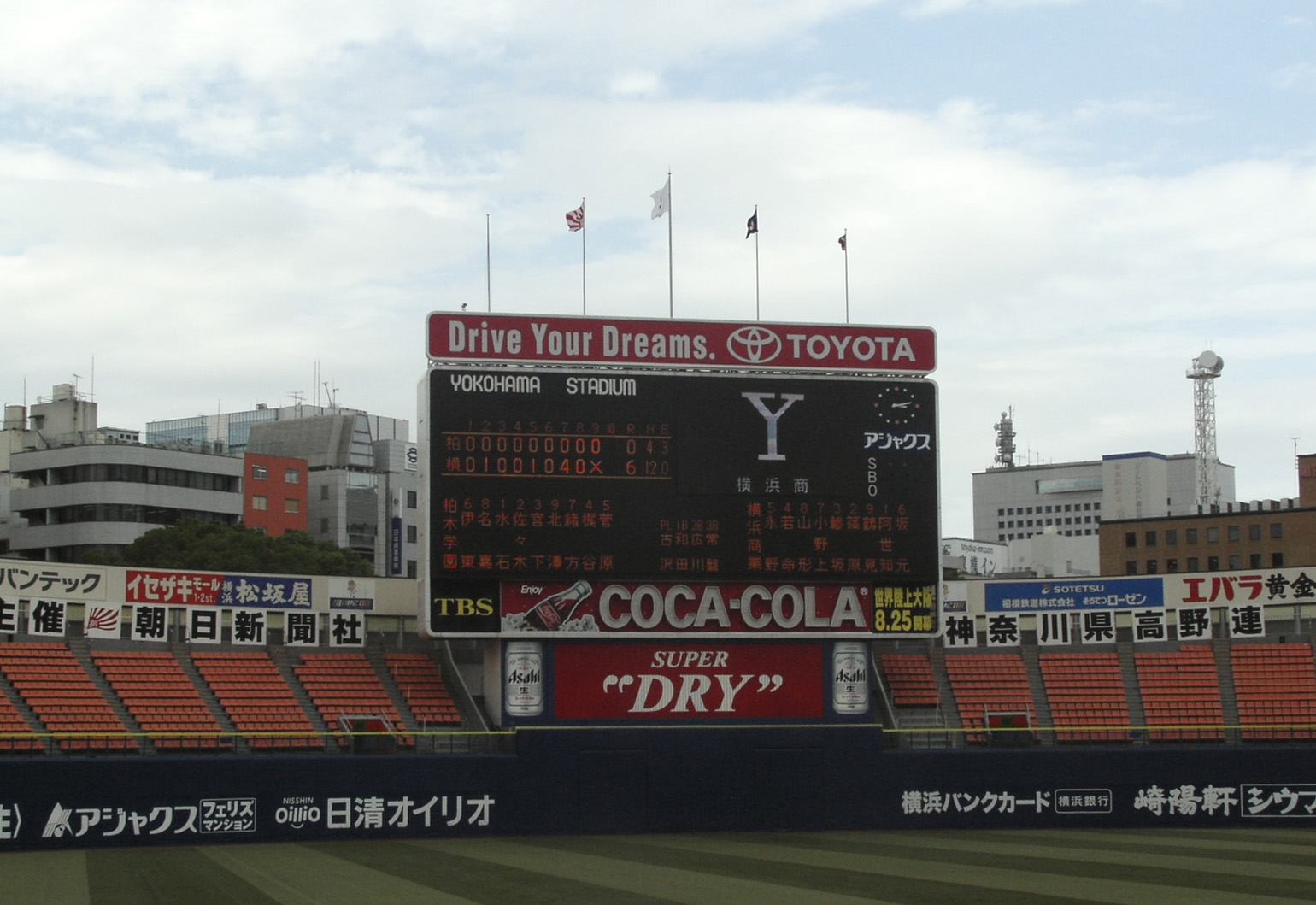
2007年全国高等学校野球選手権神奈川県大会　地区予選・柏木学園との3回戦勝利後の横浜スタジアム・スコアボード

### 硬式野球部
硬式野球部は1896年（明治29年）に創部された。創部のきっかけは、同年5月23日と6月5日に行われた、旧制一高（現在の東京大学）野球部とYC&ACとの対戦試合である。この試合で旧制一高野球部はそれぞれ29対4、32対9で大勝するが、Y校関係者はこの試合の応援に駆けつけ、勝利した一高野球部員と懇意になり、応援のお礼として一高側はボールとバットを贈り、それをきっかけとしてその後の野球部創立となった。創部時のコーチは一高投手の青井鉞男であった。
Y校野球部は創部以来、関東における戦前の中等学校野球 - 戦後の高校野球の牽引役となった。1923年（大正12年）夏、神奈川県の学校として初めて甲子園大会（第9回全国中等学校優勝野球大会。現在の全国高等学校野球選手権大会）に出場した。以後、春（選抜高等学校野球大会）9回、夏7回、甲子園に出場している。
1983年春（第55回）と、同年夏（第65回）で春夏連続の準優勝を果たした。神奈川県公立高校の春夏の準優勝以上の戦績はこれ以降、2024年（令和6年）現在までない。
横浜高校との試合は「YY決戦」「YY戦」と呼ばれ親しまれている。横浜スタジアムでの試合時には、横浜商のスコアボードのチーム名表記は「Y」となる（Y校は公立、横浜高校は私立である）。また、TVKテレビの高校野球中継でのチーム名表記も、1990年代後半まで一貫して「Y」であった。
選手権大会において近年は初戦で敗退するなど、かつての強さに陰りが見えている。現在、全国高等学校野球選手権大会は1990年夏（第72回）が最後の出場となっており、これが県下の公立高校硬式野球部にとっても最後となっている（普通科の公立高校では、1951年夏〈第33回〉出場の希望ケ丘高校が最後）。
選抜高等学校野球大会も、1997年春（第69回）以来出場していない（これ以降2025年（令和7年）に横浜清陵が21世紀枠で出場するまで神奈川県の公立高校の選抜出場はなかった）。

### その他の運動部
- 野球部は硬式野球部だけでなく、軟式野球部がある[15]。2021年（令和3年）11年ぶりに全国高等学校軟式野球選手権大会南関東大会で優勝し、全国大会に出場した[16]。
- 長い花園の全国高校ラグビー大会の歴史の中で、神奈川県の公立高校として出場したのは1947年（昭和22年）の本校と、相模台工業高校の2校であり、1995年（平成7年）の相模台工業の出場以来、2024年（令和6年）現在神奈川公立高校の花園出場はない。
（※ なお、現在ラグビー部は存在しない。[17]）
- ボート部は現在も大岡川で練習を続けている。2021年(令和3年)、女子ダブルスカルで59年ぶりにインターハイで優勝した[18]。
- 卓球部はインターハイの出場経験が男子が21回、女子が3回ある。
- サッカー部は全国高校サッカー選手権大会に1度出場しているが、1回戦で釜本邦茂を擁する京都の山城高校に1-0で敗退した。

## 交通
出典 : 
| 運行事業者     | 路線         | 最寄り駅   | 徒歩所要時間 |
| -------------- | ------------ | ---------- | ------------ |
| 京浜急行電鉄   | 本線         | 南太田駅   | 7分          |
| 京浜急行電鉄   | 本線         | 井土ヶ谷駅 | 7分          |
| 横浜市営地下鉄 | ブルーライン | 蒔田駅     | 7分          |

| 系統             | 下車停留所 | 運行事業者 |
| ---------------- | ---------- | ---------- |
| 横43・横44・戸03 | Y校前      | ■神奈中    |

## 著名な関係者

### 教職員
- 美澤進 - 初代校長。福沢諭吉に推され、関東大震災の年に亡くなるまで40年以上にわたり校長職を務めた。
- 渡辺憲司 - 近世文学研究者。定時制教諭を務めた。
- 小倉清一郎 - 高校野球指導者。同校硬式野球部コーチを12年ほど務めた。

### 出身者
- 河野安通志 - アマチュア野球選手。明治時代の早稲田大野球部投手、野球殿堂 ※ 中退し明治学院へ転校
- 岡本三男 - 元プロ野球選手
- 小松原博喜 - 元プロ野球選手
- 片岡建 - 元プロ野球選手
- 中島浩人 - 元プロ野球選手
- 宮城弘明 - 元プロ野球選手
- 荒井幸雄 - 元プロ野球選手
- 三浦将明 - 元プロ野球選手
- 河原隆一 - 元プロ野球選手
- 武藤孝司 - 元プロ野球選手
- 長坂健冶 - 元プロ野球選手
- 山口鉄也 - 元プロ野球選手（投手、2008年新人王受賞）
- 笹川吉康 - プロ野球選手
- 大谷泰司 - 元プロ野球セントラル・リーグ審判。関西審判部に所属していた
- 中村大伸 - 元社会人野球選手。外野手。1996年アトランタオリンピック野球チーム主将銀メダリスト。1994年社会人ベストナイン賞受賞。
- 小沼慶多 - 元高校野球指導者、元独立リーグ球団スタッフ
- 小島烏水 - 登山家
- 三井高泰 - 元三井物産社長 / 三井家
- 春風亭柳枝 (6代目) - 落語家
- 左右田喜一郎 - 経済学者、帝国学士院賞、元左右田銀行頭取、元貴族院議員
- 森川信 - 俳優
- 田川誠一 - 元自治大臣
- 宮澤健一 - 経済学者、元一橋大学長、同大名誉教授
- 青柳文司 - 会計学者
- 澤田幸弘 - 映画監督
- 望月明 - 俳人
- 朝戸鉄也 - 声優
- 桂歌丸 - 落語家 ※定時制中退
- 須田開代子 - プロボウラー
- 井上ひろし - 歌手
- 北野英明 - 漫画家
- 山本小鉄 - 元プロレスラー、レフェリー、解説者
- 有吉喜文 - 魚喜創業者・元社長
- 井上和彦 - 声優
- 井原幸治 -　商学者、東大阪大学教授、元宝酒造中国法人社長
- 宮内亮治 - 元ライブドア最高財務責任者
- 滝沢涼子 - 女優
- 服部桂吾 - 俳優
- 長尾寛征 - 北京オリンピックカヌースラロームカナディアンペア日本代表。
- 森貴美子 - モデル
- 福田玄 - 衆議院議員
- かじがや卓哉 - お笑い芸人
- 郡司浩平 - 競輪選手。当校野球部出身
- 岡崎静夏 - オートバイ・ロードレースレーサー

## 所在地
〒232-0006
神奈川県 横浜市南区南太田2-30-1